# 오크토곤

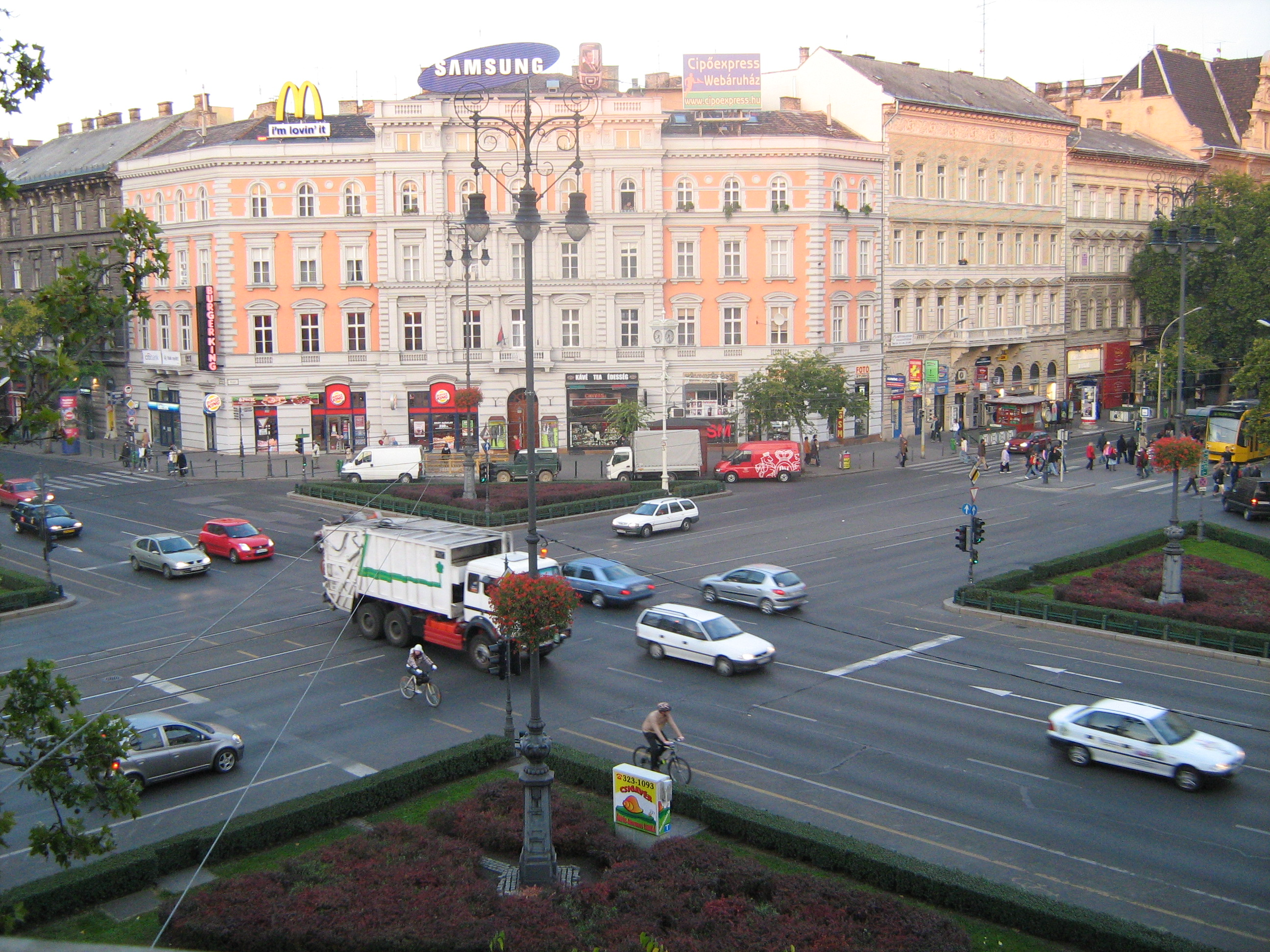
오크토곤

오크토곤(헝가리어: Oktogon)은 헝가리 부다페스트 페슈트 지역의 교차로이다.